# Suki na Hito ga iru koto
Suki na Hito ga iru koto (好きな人がいること , Una chica y tres novios?) es una serie de televisión japonesa emitida por Fuji Television desde el 11 de julio hasta el 19 de septiembre de 2016, protagonizada por Mirei Kiritani, Kento Yamazaki, Shohei Miura y Shūhei Nomura.

## Argumento
Misaki Sakurai (Mirei Kiritani) no ha salido en mucho tiempo. Se ha centrado en su trabajo como pastelero para dirigir su propio negocio. Un día, la despiden del trabajo. Luego conoce a su primer amor de la escuela secundaria Chiaki Shibasaki (Shohei Miura). Misaki Sakurai trabaja a tiempo parcial en el restaurante de Chiaki y también se queda allí. Mientras ella vive con Chiaki en su restaurante, se da cuenta de que los dos hermanos menores de Chiaki, Toma (Shūhei Nomura) y Kanata (Kento Yamazaki), también viven allí.

## Elenco
- Mirei Kiritani como Misaki Sakurai.
- Kento Yamazaki como Kanata Shibasaki.
- Shohei Miura como Chiaki Shibasaki.
- Shūhei Nomura como Toma Shibasaki.
- Sakurako Ohara como Manami Nishijima.
- Kenta Hamano como Nobuyuki Himura.
- Hinako Sano como Mikako Okuda.
- Marie Iitoyo como Fuka Ninomiya.
- Nanao como Kaede Takatsuki.
- Kōtarō Yoshida como Ryo Higashimura.